# Aeroporto di Cherson
L'Aeroporto di Cherson (IATA: KHE, ICAO: UKOH) (in ucraino Міжнародний аеропорт "Херсон"?, Mižnarodnyj aeroport "Cherson") è un aeroporto situato a Čornobaïvka, vicino Cherson.

## Storia
Costruito agli inizi degli Anni 1960, nel 1961 viene effettuato il primo scalo da parte dell'aereo An-24 partito da Kiev.
Nel 2006 l'aeroporto ha ricevuto lo status di "internazionale". Nel dicembre dello stesso anno, l'ufficio del procuratore dell'oblast' di Cherson ha protestato contro la decisione del consiglio regionale di fondare un'azienda, la Kherson Airport LLC., per gestire l'aeroporto. Successivamente con ordinanza del governo del 5 marzo 2008, il Gabinetto dei Ministri ha annunciato l'intenzione di ridare la proprietà dell'aeroporto allo stato.
Nel luglio 2013 la Motor Sič Airlines effettua il primo volo sulla rotta Cherson-Mosca; mentre, nello stesso mese, l'aeroporto viene incluso in un accordo intergovernativo sui servizi aerei tra Ucraina e Turchia, permettendo alla Turkish Airlines di effettuare voli per Istanbul.
Il 24 febbraio 2022, l'Ucraina ha chiuso la possibilità di effettuare voli civili a causa dell'invasione russa dell'Ucraina. Pochi giorni dopo, il 27 febbraio, il ministero della difesa russo annuncia la conquista da parte delle truppe russe dell'aeroporto.